# Oka Shō
 (signalé en mai 2025).
Si vous disposez d'ouvrages ou d'articles de référence ou si vous connaissez des sites web de qualité traitant du thème abordé ici, merci de compléter l'article en donnant les références utiles à sa vérifiabilité et en les liant à la section « Notes et références ».
- Archive Wikiwix
- Bing
- Cairn
- DuckDuckGo
- E. Universalis
- Gallica
- Google
- G. Books
- G. News
- G. Scholar
- Persée
- Qwant
- (zh) Baidu
- (ru) Yandex
- (wd) trouver des œuvres sur Wikidata

Groupe 1

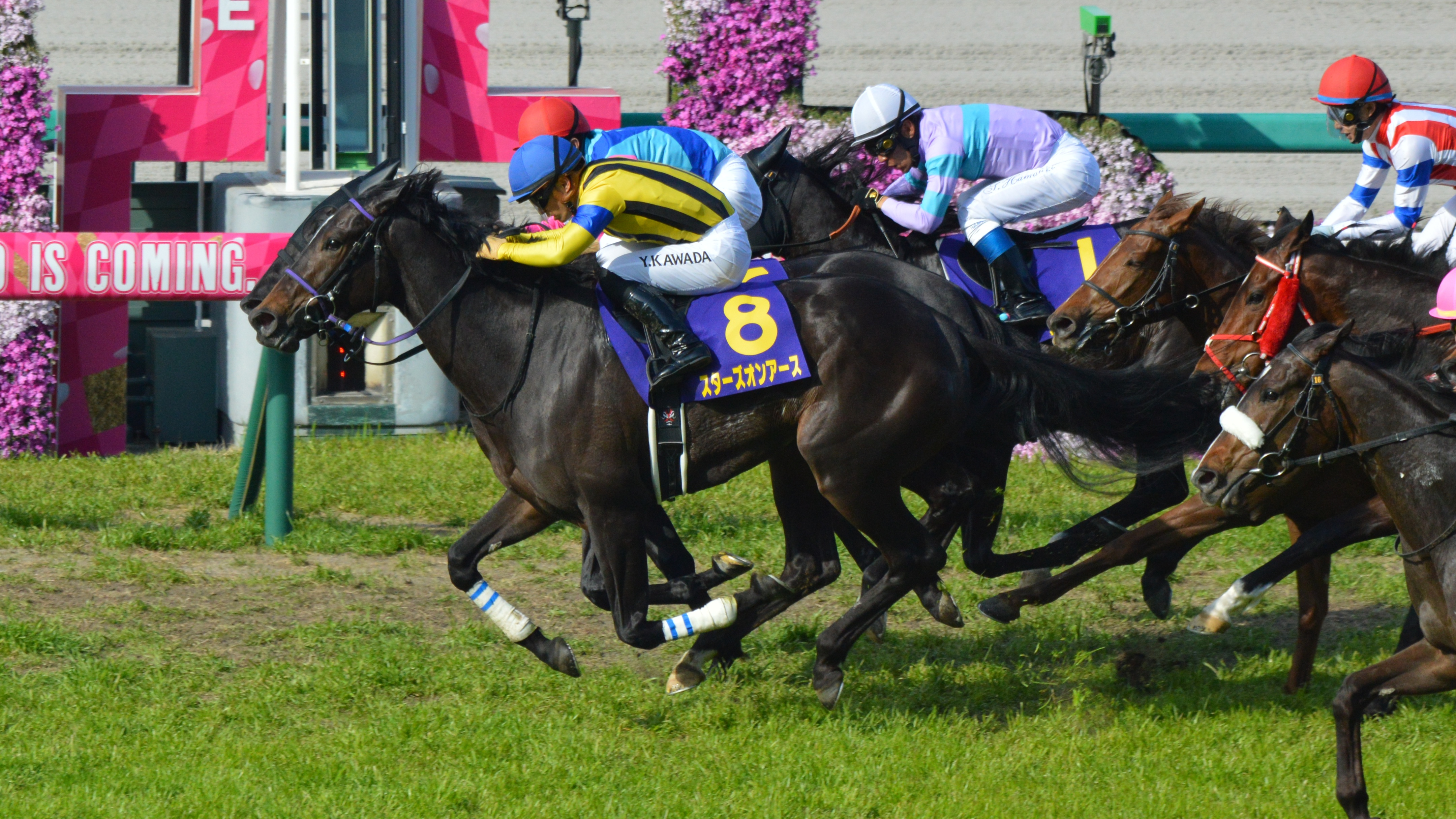
Arrivée de l'édition 2022

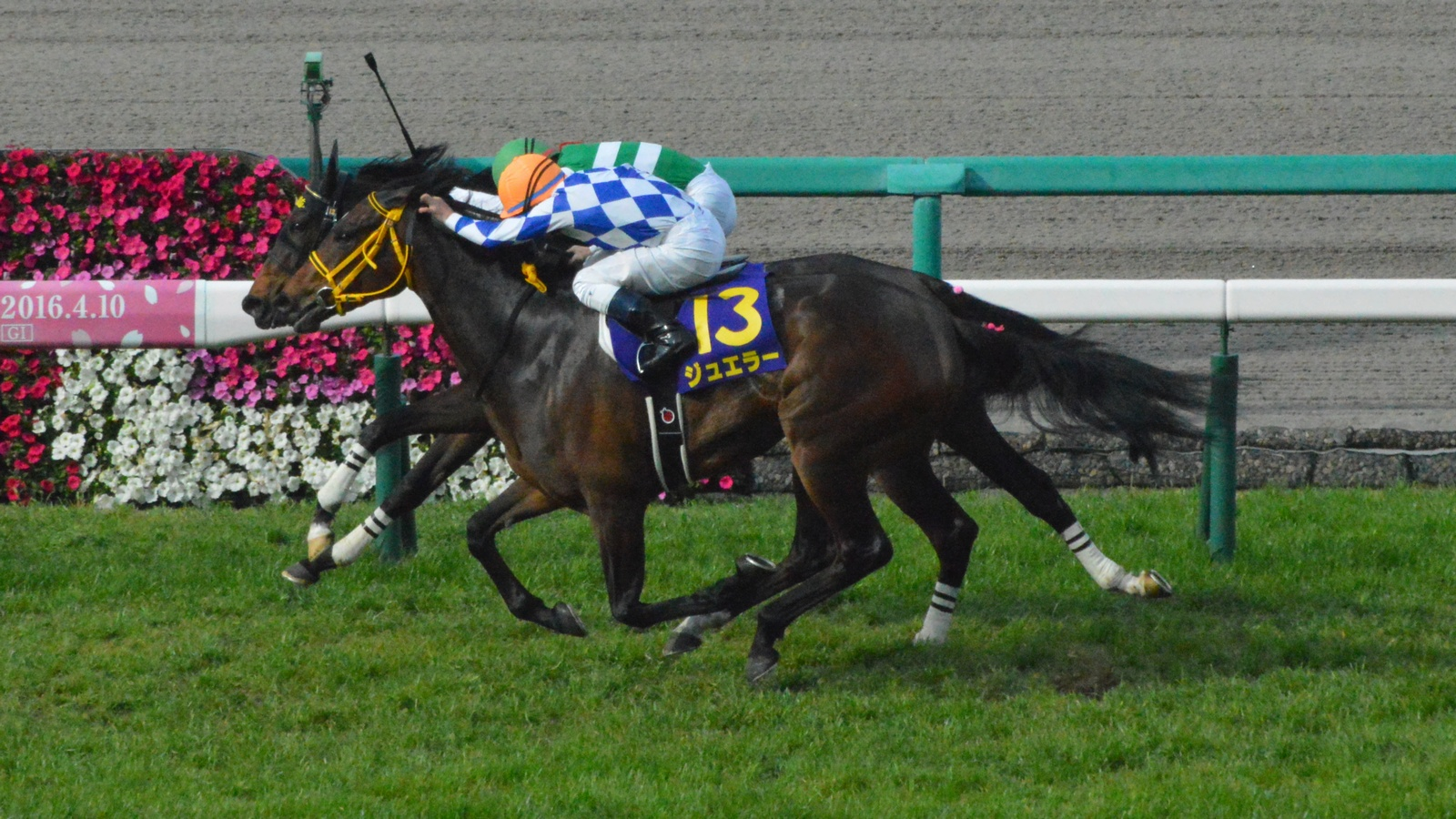
Arrivée de l'édition 2016

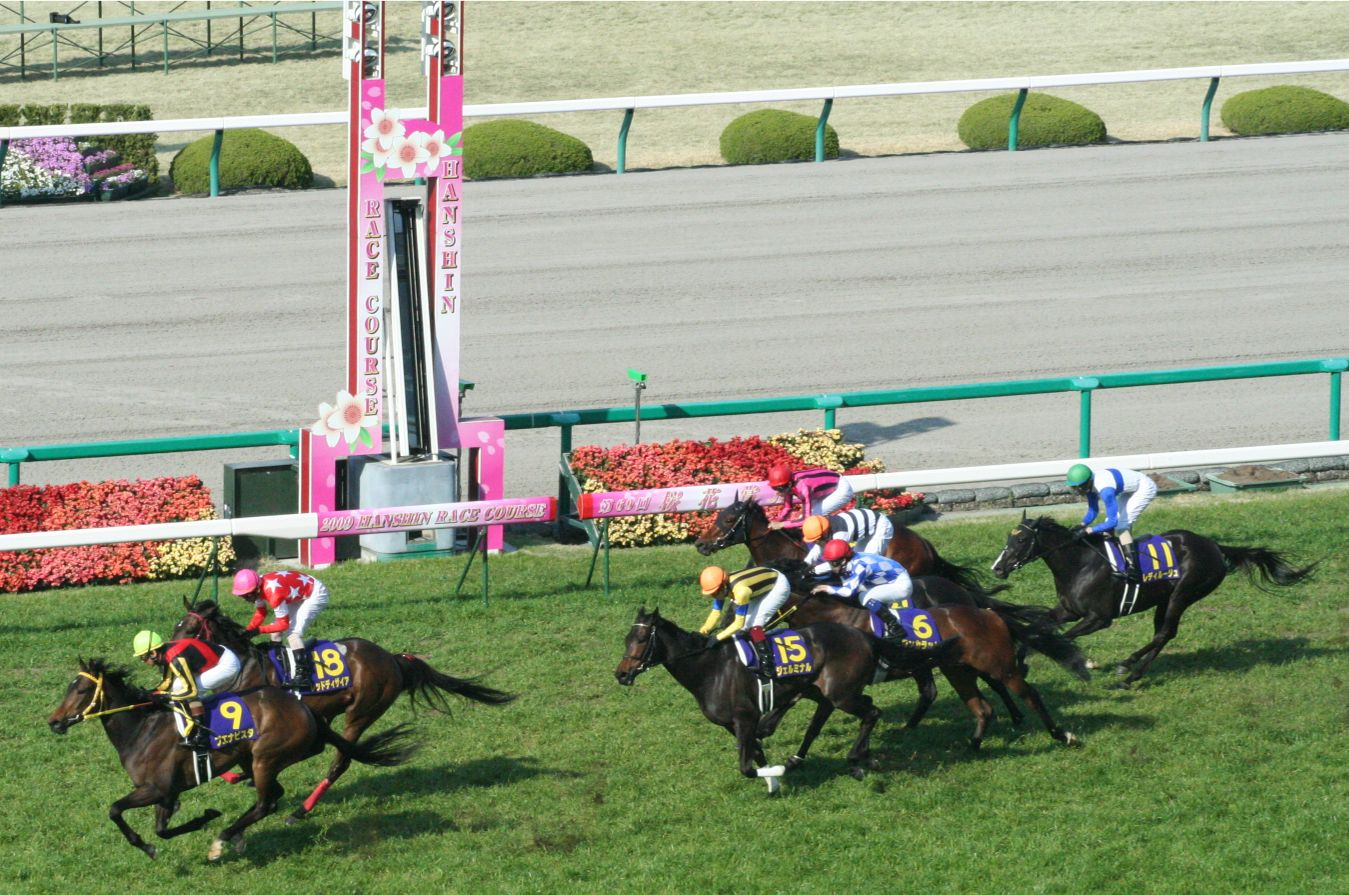
Arrivée de l'édition 2009

Le Oka Shō (桜花賞) est une course hippique de plat se déroulant en avril sur l'Hippodrome de Hanshin, dans la ville de Takarazuka, Hyōgo, au Japon.
Créée en 1939, c'est une course de Grade I réservée aux pouliches de 3 ans. Elle se dispute sur la distance de 1 600 mètres. Équivalent des 1000 Guinées, le Oka Shō réunit les meilleures pouliches de 3 ans japonaises. C'est la première manche de la Triple Couronne japonaise des pouliches (ou "Triple Tiare"), avant le Yūshun Himba (équivalent des Oaks d'Epsom) et le Shuka Shō. L'allocation s'élève à 281 800 000 yens. Le record de l'épreuve appartient à Sodashi, avec un chrono de 1'31"10 en 2021. 
Sept pouliches sont parvenus à boucler la Triple Tiare : 
- 1986 – Mejiro l'Amone (Mogami)
- 2003 – Still in Love (Sunday Silence)
- 2010 – Apapane (King Kamehameha)
- 2012 – Gentildonna (Deep Impact)
- 2018 – Almond Eye (Lord Kanaloa)
- 2020 – Daring Tact (Epiphaneia)
- 2023 – Liberty Island (Duramente)

## Palmarès depuis 1990
| Année | Vainqueur         | Père            | Jockey             | Entraîneur           | Propriétaire                 | Deuxième           | Troisième        | Temps   |
| ----- | ----------------- | --------------- | ------------------ | -------------------- | ---------------------------- | ------------------ | ---------------- | ------- |
| 2025  | Embroidery        | Admire Mars     | João Moreira       | Kazutomo Mori        | Silk Racing Co. Ltd          | Arma Veloce        | Lynx Tip         | 1'33"10 |
| 2024  | Stellenbosch      | Epiphaneia      | João Moreira       | Sakae Kunieda        | Katsumi Yoshida              | Ascoli Piceno      | Light Back       | 1'32"20 |
| 2023  | Liberty Island    | Duramente       | Yuga Kawada        | Mitsumasa Nakauchida | Sunday Racing                | Kona Coast         | Perifania        | 1'32"10 |
| 2022  | Stars On Earth    | Duramente       | Yuga Kawada        | Mizuki Takayanagi    | Shadai Racehorse Co.         | Water Navillera    | Namura Clair     | 1'32"90 |
| 2021  | Sodashi           | Kurofune        | Hayato Yoshida     | Naosuke Sugai        | Kaneko Makoto Holdings       | Satono Reinas      | Fine Rouge       | 1'31"10 |
| 2020  | Daring Tact       | Epiphaneia      | Kohei Matsuyama    | Haruki Sugiyama      | Normandy Thoroughbred Racing | Resistencia        | Smile Kana       | 1'36"10 |
| 2019  | Gran Alegria      | Deep Impact     | Christophe Lemaire | Kazuo Fujisawa       | Sunday Racing                | Shigeru Pink Dia   | Chrono Genesis   | 1'32"70 |
| 2018  | Almond Eye        | Lord Kanaloa    | Christophe Lemaire | Sakae Kunieda        | Silk Racing Co. Ltd          | Lucky Lilac        | Lily Noble       | 1'33"10 |
| 2017  | Reine Minoru      | Daiwa Major     | Kenichi Ikezoe     | Masaru Honda         | Minoru Yoshioka              | Lys Gracieux       | Soul Stirring    | 1'34"50 |
| 2016  | Jeweler           | Victoire Pisa   | Mirco Demuro       | Kenichi Fujioka      | Yoichi Aoyama                | Sinhalite          | At The Seaside   | 1'33"40 |
| 2015  | Let's Go Donki    | King Kamehameha | Yasunari Iwata     | Tomoyuki Umeda       | Toshihiro Hirosaki           | Culminar           | Contessa Thule   | 1'36"00 |
| 2014  | Harp Star         | Deep Impact     | Yuga Kawada        | Hiroyoshi Matsuda    | U Carrot Farm                | Red Reveur         | Nuovo Record     | 1'33"30 |
| 2013  | Ayusan            | Deep Impact     | Cristian Demuro    | Takahisa Tezuka      | Juichi Hoshin                | Red Oval           | Princess Jack    | 1'35"00 |
| 2012  | Gentildonna       | Deep Impact     | Yasunari Iwata     | Sei Ishizaka         | Sunday Racing Co. Ltd        | Verxina            | I'm Yours        | 1'34"60 |
| 2011  | Marcellina        | Deep Impact     | Katsumi Andō       | Hiroyoshi Matsuda    | Shadai Racehorse Co.         | Whale Capture      | Trend Hunter     | 1'33"90 |
| 2010  | Apapane           | King Kamehameha | Masayoshi Ebina    | Sakae Kunieda        | Kaneko Makoto Holdings       | Oken Sakura        | A Shin Returns   | 1'33"30 |
| 2009  | Buena Vista       | Special Week    | Katsumi Andō       | Hiroyoshi Matsuda    | Sunday Racing                | Red Desire         | Germinal         | 1'34"00 |
| 2008  | Reginetta         | French Deputy   | Futoshi Komaki     | Hidekazu Asami       | Shadai Racehorse             | F T Maia           | So Magic         | 1'34"40 |
| 2007  | Daiwa Scarlet     | Agnes Tachyon   | Katsumi Andō       | Kunihide Matsuda     | Keizo Ōshiro                 | Vodka              | Katamachi Botan  | 1'33"70 |
| 2006  | Kiss to Heaven    | Admire Vega     | Katsumi Andō       | Hirofumi Toda        | Kazuko Yoshida               | Admire Kiss        | Koiuta           | 1'34"60 |
| 2005  | Rhein Kraft       | End Sweep       | Yuichi Fukunaga    | Tsutomu Setoguchi    | Shigemasa Ōsawa              | Cesario            | Daring Heart     | 1'33"50 |
| 2004  | Dance in the Mood | Sunday Silence  | Yutaka Take        | Kazuo Fujisawa       | Shadai Racehorse Co.         | Azuma Sanders      | Yamanin Sucre    | 1'33"60 |
| 2003  | Still in Love     | Sunday Silence  | Hideaki Miyuki     | Shoichi Matsumoto    | North Hills Management Co.   | She Is Tosho       | Admire Groove    | 1'33"90 |
| 2002  | Arrow Carry       | Last Tycoon     | Ken'ichi Ikezoe    | Kenji Yamauchi       | Hideharu Yano                | Blue Ridge River   | Shinin Ruby      | 1'34"30 |
| 2001  | T M Ocean         | Dancing Brave   | Masaru Honda       | Katsuichi Nishiura   | Masatsugu Takezono           | Moonlight Tango    | Daiwa Rouge      | 1'34"40 |
| 2000  | Cheers Grace      | Sunday Silence  | Kenji Yamauchi     | Mikio Matsunaga      | Kazue Kitamura               | Mayano Maybe       | Silk Prima Donna | 1'34"90 |
| 1999  | Primo Ordine      | Afleet          | Toyoji Nishihashi  | Yuichi Fukunaga      | Hidekazu Date                | Fusaischi Airedale | To The Victory   | 1'35"50 |
| 1998  | Phalaenopsis      | Brian's Time    | Yutaka Take        | Mitsumasa Hamada     | North Hills Management Co    | London Bridge      | Air Deja Vu      | 1'34"00 |
| 1997  | Kyoei March       | Dancing Brave   | Mikio Matsunaga    | Akihiko Nomura       | M. Matsuoka                  | Mejiro Dober       | Hornet Pierce    | 1'36"90 |
| 1996  | Fight Gulliver    | Dyna Gulliver   | Seiki Tabara       | Kentaro Nakao        | Noboru Shinagawa             | Ibuki Perceive     | North Sunday     | 1'34"40 |
| 1995  | Wonder Perfume    | Fotitieng       | Seiki Tabara       | Masazo Ryoke         | Nobuyuki Yamamoto            | Dance Partner      | Prime Stage      | 1'34"40 |
| 1994  | Oguri Roman       | Bravest Roman   | Yutaka Take        | Tsutomu Setoguchi    | Koichi Oguri                 | Twinkle Bride      | Robe Montante    | 1'36"40 |
| 1993  | Vega              | Tony Bin        | Yutaka Take        | Hiroyushi Matsuda    | Kazuko Yoshida               | Yukino Bijin       | Max Jolly        | 1'37"20 |
| 1992  | Nishino Flower    | Majestic Light  | Hiroshi Kawachi    | Masahiro Matsuda     | Masayuki Nishiyama           | Adorable           | Luck Mugen       | 1'37"50 |
| 1991  | Sister Tosho      | Tosho Boy       | Koichi Tsunoda     | Akio Tsurudome       | Masaaki Fujita               | Yamano Casablanca  | Northern Driver  | 1'33"70 |
| 1990  | Agnes Flora       | Royal Ski       | Hiroshi Kawachi    | Hiroyuki Nagahama    | Takao Watanabe               | Kelly Bag          | Hurricane Rose   | 1'37"10 |

## Vainqueurs précédents
- 1939 - Soul Lady
- 1940 - Tairei
- 1941 - Brand Sol
- 1942 - Banner Goal
- 1943 - Miss Theft
- 1944 - Yamaiwai
- 1945-1946 - pas d'édition
- 1947 - Browny
- 1948 - Hamakaze
- 1949 - Yashima Daughter
- 1950 - Tosa Mitsuru
- 1951 - Tsuki Kawa
- 1952 - Swee Sue
- 1953 - Kansei
- 1954 - Yamaichi
- 1955 - Yashima Belle
- 1956 - Miss Lilas
- 1957 - Miss Onward
- 1958 - Hoshu Queen
- 1959 - Kiyo Take
- 1960 - Tokino Kiroku
- 1961 - Sugi Hime
- 1962 - Kenho
- 1963 - Miss Masako
- 1964 - Kane Keyaki
- 1965 - Hatsuyuki
- 1966 - Wakakumo
- 1967 - Sea Ace
- 1968 - Koyu
- 1969 - Hide Kotobuki
- 1970 - Tamami
- 1971 - Nasuno Kaori
- 1972 - Achieve Star
- 1973 - Nitto Chodori
- 1974 - Takaeno Kaori
- 1975 - Tesco Gaby
- 1976 - Titania
- 1977 - Inter Gloria
- 1978 - Oyama Tesco
- 1979 - Horsemen Tesco
- 1980 - Hagino Top Lady
- 1981 - Brocade
- 1982 - Riesengross
- 1983 - Shadai Sophia
- 1984 - Diana Tholon
- 1985 - Erebus
- 1986 - Mejiro Ramonu
- 1987 - Max Beauty
- 1988 - Ara Hotoku
- 1989 - Shadai Kagura